# Isepeolus smithi
Isepeolus smithi är en biart som beskrevs av Jörgensen 1912. Isepeolus smithi ingår i släktet Isepeolus och familjen långtungebin. Inga underarter finns listade i Catalogue of Life.